# سیارک ۱۱۵۱۴
سیارک ۱۱۵۱۴ (به انگلیسی: 11514 Tsunenaga، نامگذاری:1991CO1) یازده هزار و پانصد و چهاردهمین سیارک کشف شده‌است که در ۱۳ فوریه ۱۹۹۱ کشف شد.
قدر مطلق سیارک برابر ۴۸.۹ است.